# Buenavista (Marinduque)
Buenavista is een gemeente in de Filipijnse provincie Marinduque op het gelijknamige eiland. Bij de laatste census in 2007 had de gemeente ruim 21 duizend inwoners.

## Geografie

### Bestuurlijke indeling
Buenavista is onderverdeeld in de volgende 15 barangays:
| - Bagacay - Bagtingon - Barangay I - Barangay II - Barangay III - Barangay IV - Bicas-bicas - Caigangan | - Daykitin - Libas - Malbog - Sihi - Timbo - Tungib-Lipata - Yook |

## Demografie
Buenavista had bij de census van 2007 een inwoneraantal van 21.018 mensen. Dit zijn 1.747 mensen (9,1%) meer dan bij de vorige census van 2000. De gemiddelde jaarlijkse groei komt daarmee uit op 1,20%, hetgeen lager is dan het landelijk jaarlijks gemiddelde over deze periode (2,04%). Vergeleken met de census van 1995 is het aantal mensen met 3.660 (21,1%) toegenomen.

De bevolkingsdichtheid van Buenavista was ten tijde van de laatste census, met 21.018 inwoners op 81,25 km², 258,7 mensen per km².